# Hemidactylus granchii
Espèce
Hemidactylus granchii est une espèce de geckos de la famille des Gekkonidae.

## Répartition
Cette espèce est endémique de Somalie. Elle se rencontre dans les environs d'Hobyo.

## Étymologie
Cette espèce est nommée en l'honneur d'Edoardo Granchi.

## Publication originale
- Lanza, 1978 : On some new or interesting east African amphibians and reptiles. Monitore zoologico italiano. Supplemento, vol. 10, n. 14, p. 229-297.